# 前703年
| 千纪： | 前1千纪 |
| 世纪： | 前9世纪 \| 前8世纪 \| 前7世纪 |
| 年代： | 前730年代 \| 前720年代 \| 前710年代 \| 前700年代 \| 前690年代 \| 前680年代 \| 前670年代 |
| 年份： | 前708年 \| 前707年 \| 前706年 \| 前705年 \| 前704年 \| 前703年 \| 前702年 \| 前701年 \| 前700年 \| 前699年 \| 前698年 |
| 纪年： | 丙子年（虎年）；周桓王十七年；魯桓公九年；秦出子元年；陳厲公四年；蔡桓侯十二年；鄭莊公四十一年；宋莊公八年；楚武王三十八年；齊僖公二十八年；晉侯緡四年；曲沃武公十三年；燕宣侯八年；衛宣公十六年；曹桓公五十四年；杞靖公元年 |

## 大事记
- 巴國君主巴子，通好鄧國，使臣至鄧南郊，被鄾國所殺。巴、楚聯合攻鄾。鄧救鄾，大敗。
- 虢國君主郭仲、芮國君主芮伯、梁國（陝西韓城）君主梁伯、荀國（山西新絳）君主荀侯、賈國（山西襄汾）君主賈伯，五國聯軍討伐曲沃武公[1]。